# 山形県道53号山形永野線
山形県道53号山形永野線（やまがたけんどう53ごう やまがたながのせん）は、山形県山形市から上山市に至る県道（主要地方道）である。

## 概要
2016年まで有料道路であった西蔵王高原ライン（西蔵王有料道路）を一部とする、山形市小立から蔵王温泉を経由して上山市蔵王猿倉に通じる道路である。

### 路線データ
- 陸上距離：21.7 km[1][出典無効]
- 起点：山形県山形市小立（国道13号交点）
- 終点：山形県上山市蔵王猿倉（山形県道12号白石上山線交点）

## 歴史
- 1986年（昭和61年）8月1日 - 西蔵王有料道路が供用開始される。
- 1993年（平成5年）5月11日 - 建設省から、県道蔵王堀田十日町線の一部と県道蔵王公園妙見寺線の一部・県道蔵王温泉永野線が山形永野線として主要地方道に指定される[2]。
- 2016年（平成28年）3月31日 - 山形市蔵王成沢字羽龍から山形市蔵王温泉字同志平までの西蔵王有料道路が無料開放され、山形県道路公社から山形県に管理を移管する。当路線の全線が山形県の管理となる。

## 路線状況

### 愛称
- 蔵王ライン : 山形市蔵王温泉地内 - 山形県上山市蔵王猿倉
- 西蔵王高原ライン : 山形市蔵王温泉字同志平 - 山形県山形市蔵王成沢羽龍（旧西蔵王有料道路）

### 重複区間
- 山形県道21号蔵王公園線（山形市蔵王温泉字同志平 - 山形市蔵王温泉間）
- 山形県道14号上山蔵王公園線（上山市小倉 - 山形市蔵王温泉）

### 冬季閉鎖区間
- 山形市蔵王温泉 - 上山市蔵王

## 地理

### 通過する自治体
- 山形市
- 上山市

### 交差する道路
- 国道13号（起点）
- 山形県道167号妙見寺西蔵王公園線
- 山形県道21号蔵王公園線
- 山形県道14号上山蔵王公園線
- 山形県道12号白石上山線（終点）

### 沿線の施設など
- 東北芸術工科大学
- 山形市野草園
- 蔵王温泉
- 蔵王ロープウェイ